# كارل أولسون
كارل أولسون (بالإنجليزية: Karl Olson) هو لاعب كرة قاعدة أمريكي، ولد في 6 يوليو 1930 في روس في الولايات المتحدة، وتوفي في 25 ديسمبر 2010 في رينو في الولايات المتحدة.

## وصلات خارجية
- كارل أولسون على موقعبيزبول رفرنس.كوم (الدوري الرئيسي) (الإنجليزية)
- كارل أولسون على موقع جمعية أبحاث البيسبول الأمريكية (الإنجليزية)